# 1007 Pawlowia
Pawlowia (asteroide 1007) é um asteroide da cintura principal, a 2,4147649 UA. Possui uma excentricidade de 0,1090819 e um período orbital de 1 629,83 dias (4,46 anos).
Pawlowia tem uma velocidade orbital média de 18,09148494 km/s e uma inclinação de 2,53759º.
Esse asteroide foi descoberto em 5 de outubro de 1923 por Vladimir Albitzkij.